# Torrent de la Balma de Poses
El torrent de la Balma de Poses és un torrent que discorre pel terme municipal de Sant Quirze Safaja, a la comarca del Moianès.
Està situat a la part central-meridional del terme, a llevant del Coll de Poses, al nord de la urbanització dels Pinars del Badó, i en quasi 800 metres arriba als Horts de les Ferreries, on s'aboca en el torrent dels Horts de les Ferreries.